# SKA-Sieriebrianyje Lwy Sankt Petersburg
SKA-Sieriebrianyje Lwy Sankt Petersburg (ros. СКА-Серебряные Львы Санкт-Петербург) – rosyjski klub hokeja na lodzie juniorów z siedzibą w Petersburgu.

## Historia
- Sieriebrianyje Lwy Sankt Petersburg (2006–2014)
- SKA-Sieriebrianyje Lwy Sankt Petersburg (2014-)

Pierwotnie w 2006 powstał klub dziecięcy Sieriebrianyje Lwy. W 2010 drużyna Sieriebrianyje Lwy została przyjęta do rozgrywek juniorskich MHL edycji MHL (2010/2011). W trakcie sezonu MHL (2014/2015), w grudniu 2014 zespół został włączony do struktury klubu SKA Sankt Petersburg z rozgrywek KHL, w związku z czym został przemianowany na SKA-Sieriebrianyje Lwy. W późniejszym czasie nadal działała Dziecięco-Młodzieżowa Hokejowa Szkoła SKA-Sieriebrianyje Lwy. Po sezonie MHL (2017/2018) drużyna została rozwiązana, a jej miejsce w tych rozgrywkach zajął zespół SKA-Wariagi.

## Szkoleniowcy
- Michaił Krawiec, Anatolij Siemjonow (2010/2011)[8]
- Anatolij Siemjonow (2011-2012)[9]
- Aleksandr Prokopjew (2012-2013)[10]
- Jegor Baszkatow (2013-2014)[11]
- Siergiej Jarowoj (2014-2018)[12][13][14][15]

W listopadzie 2014 trenerem konsultantem został Maksim Suszynski.